# George Dixon (Basketballspieler)
George Martin Dixon (* 10. April 1901 in Vallejo, Kalifornien; † 23. August 1991 in San Francisco, Kalifornien) war ein US-amerikanischer Basketball- und Rugby-Union-Spieler. Mit der US-Rugby-Union-Auswahl wurde er 1924 Olympiasieger, als Star-Guard der Golden Bears der UC Berkeley wurde er 1926 und 1927 zweifacher Basketball-All-American.
Obwohl er zuvor wenig Rugby gespielt hatte, wurde er 1924 in den Kader der Eagles für das olympische Rugbyturnier 1924 berufen. Als Innendreiviertel kam er sowohl gegen Rumänien als auch im Endspiel gegen Frankreich zum Einsatz. Diese beiden Tests bleiben jedoch seine einzigen Länderspieleinsätze.
Sein Hauptsport war jedoch der Basketball. Von 1924 bis 1927 spielte Dixon für die Golden Bears der UC Berkeley. In den Jahren 1926 und 1927 blieben sie unter seiner Führung ungeschlagen. Er wurde dafür 1986 in die Hall of Fame und 2009 ins Cal’s All-Century Men’s Basketball Team gewählt.
Nach seiner aktiven Zeit arbeitete er bis zum Zweiten Weltkrieg im Ölgeschäft. Während des Krieges wurde er Kampfpilot bei der United States Navy. Nach dem Krieg blieb er der Luftfahrt als ziviler Berufspilot treu.